# Шранк, Франц фон Паула
Франц фон Паула Шранк (нем. Franz von Paula Schrank, 21 августа 1747 — 22 декабря 1835) — немецкий ботаник, миколог, зоолог, натуралист (естествоиспытатель), профессор математики и физики, доктор богословия. 

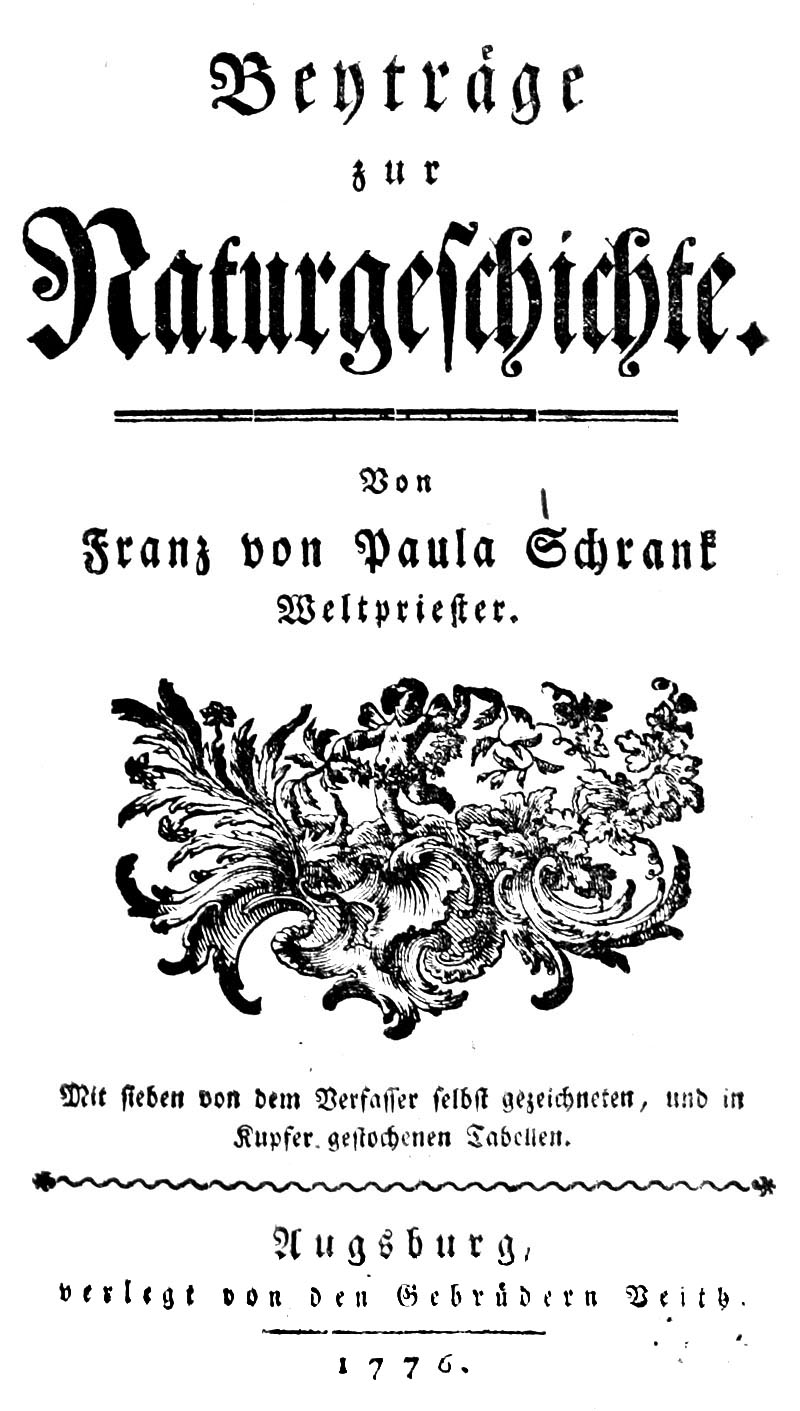
Титульный лист научной работы Beiträge zur Naturgeschichte (1776)

## Имя
В различных источниках встречаются разные формы записи имени Шранка:
- нем. Franz von Paula von Schrank[4][5][6],
- нем. Franz von Paula-Schrank[4],
- нем. Franz Paula von Schrank[4],
- нем. Franciscus de Paula Schrank[4].

## Биография
Франц фон Паула Шранк родился 21 августа 1747 года.
На девятом году жизни Шранк поступил в школу иезуитов в Пассау, где он получил отличное образование и вступил в орден иезуитов.
Позже Франц фон Паула Шранк был в Бразилии, где у него проснулся интерес к науке.
Он продолжил свою богословскую карьеру в 1776 году в Вене и получил степень доктора богословия. Уже в том же году Шранк стал профессором математики и физики в средней школе в городе Амберг.
Он внёс значительный вклад в ботанику, описав множество видов растений.
Франц фон Паула Шранк умер в Мюнхене 22 декабря 1835 года.

## Научная деятельность
Франц фон Паула Шранк специализировался на папоротниковидных, Мохообразных, водорослях, семенных растениях и на микологии.

## Научные работы
- Beiträge zur Naturgeschichte (Augsburg, 1776).
- Vorlesungen über die Art die Naturgeschichte zu studieren (Ratisbohn, 1780).
- Enumeratio insectorum Austriæ indigenorum (Wien, 1781).
- Anleitung die Naturgeschichte zu studieren (München, 1783).
- Naturhistorische Briefe über Österreich, Salzburg, Passau und Berchtesgaden (gesammelte Werke, zusammen mit Karl Maria Erenbert Freiherr von Moll, Salzburg, 1784—1785).
- Anfangsgründe der Botanik (München, 1785).
- Baiersche Reise … (1786).
- Verzeichniss der bisher hinlaenglich bekannten Eingeweidewürmer, nebst einer Abhandlungen über ihre Anverwandschaften (München, 1787).
- Bayerische Flora (München, 1789).
- Primitiæ floræ salisburgensis, cum dissertatione prævia de discrimine plantarum ab animalibus (Frankfurt, 1792).
- Abhandlungen einer Privatgesellschaft vom Naturforschern und Ökonomen in Oberteutschland (München, 1792).
- Anfangsgründe der Bergwerkskunde (Ingolstadt, 1793).
- Reise nach den südlichen Gebirgen von Bayern, in Hinsicht auf botanische und ökonomische Gegenstände (München, 1793).
- Flora monacensis (München, 1811—1820).
- Plantæ rariores horti academici Monacensis descriptæ et iconibus illustratæ (1819).
- Sammlung von Zierpflanzen (1819).